# Rick Adams
Rick Adams est un pionnier de l'internet et le fondateur de UUNET, qui pendant la deuxième partie des années 1990 était le plus important fournisseur d'accès à Internet (FAI).